# Ascosphaera cinnamomea
Ascosphaera cinnamomea är en svampart som beskrevs av Skou 1988. Ascosphaera cinnamomea ingår i släktet Ascosphaera och familjen Ascosphaeraceae.   Inga underarter finns listade i Catalogue of Life.